# ドナウ・黒海運河
ドナウ・黒海運河 (ドナウ・こっかいうんが、ルーマニア語: Canalul Dunăre–Marea Neagră) は、ルーマニアの運河である。チェルナヴォダのドナウ川を起点とし、2本に枝分かれした後、コンスタンツァとナボダリで黒海に通じる。ライン・マイン・ドナウ運河と合わせて、黒海と北海を結ぶ重要な水路を形成している。
本線は、長さ64.4 km (40.0 mi)で、チェルナヴォダ港とコンスタンツァ港を結ぶ水路として1976年から1984年にかけて建設された。一方、1983年から1987年にかけて建設された北支線は、「ポアルタ・アルバ＝ミディア・ナボダリ運河」ともいわれ、長さ31.2 km (19.4 mi)で、ポアルタ・アルバとミディア港を結ぶ。
ドナウ川と黒海を結ぶ運河の建設計画は、古くから存在する。最初の建設工事が行われたのは、1949年から1953年の間で、当時の共産党が政敵を排除する場として、常時5千人から2万人の政治犯を中心とする抑留者が労働させられた悪名高い事業である。この期間全体で関わった囚人の数はわかっていないが、数千人の死者を出したと推定されている。それから20年後、運河の建設工事は、別の事業として再開されている。

## 地理

ドナウ川（青）と運河（赤）

運河は、もともとドナウ川の支流として流れていたCarasu川という河川の流路をなぞるように建設されている。したがって、水文学的には、1,031 km2 (398 sq mi)の流域から黒海に水を排水する機能も持ち合わせている。
本線は、チェルナヴォダのドナウ川からポアルタ・アルバまで続いている。ここまでの間に、サリグニ、ミルチャ・ボダ、メドジディア、カステルといった町の付近を通る。また、Valea Cișmelei川、Valea Plantației川、Agi Cabul川、カステル川、Nisipari川、Popa Nica川、メドジディア川が流入する。
ポアルタ・アルバにおいて、運河は2本の路線に枝分かれする。本線は南へ向かい、コンスタンツァ港まで続いている。この間には、ムルファトラル、クンパナ、アジジャの町の付近を通る。また、Valea Seacă川、ラズ川、シミノク川、Șerplea川、ポトゥルニケア川、アジジャ川が合流する。
一方、北支線は、「ポアルタ・アルバ＝ミディア・ナボダリ運河」とも呼ばれ、ミディア港まで向かう。この間には、ルミナ、オビディウ、ナボダリの町付近を経由する。また、Cocoș川、ナザルチャ川、バレア・アドゥンカ川が合流する。

## 建設の利点
運河建設の主な要因としては、船の航行が困難であったドナウ・デルタを回避できること、黒海までの距離を短縮すること、貨物の積み卸しを簡単にすることなどが挙げられる。
デルタ地帯において、ドナウ川は3つの大きな分流にわかれている。しかし、キリヤ分流は最も深いが、河口が安定せず、船の航行は危険を伴う。スリナ分流は大きな船が航行できるほど深くはなく、ルーマニア鉄道の路線から離れている。また、聖ゲオルゲ分流は浅く曲がりくねっている、といった具合に、船が十分に航行できるものは1本もなかった。
また、運河の建設によって、湿地の排水が可能となり、干拓が行えるという二次的な目的も公式に言及された。運河建設中には、ソビエト連邦のヴォルガ・ドン運河と中央ヨーロッパをはやく、直接的に結ぶルートとして宣伝された。

## 構造

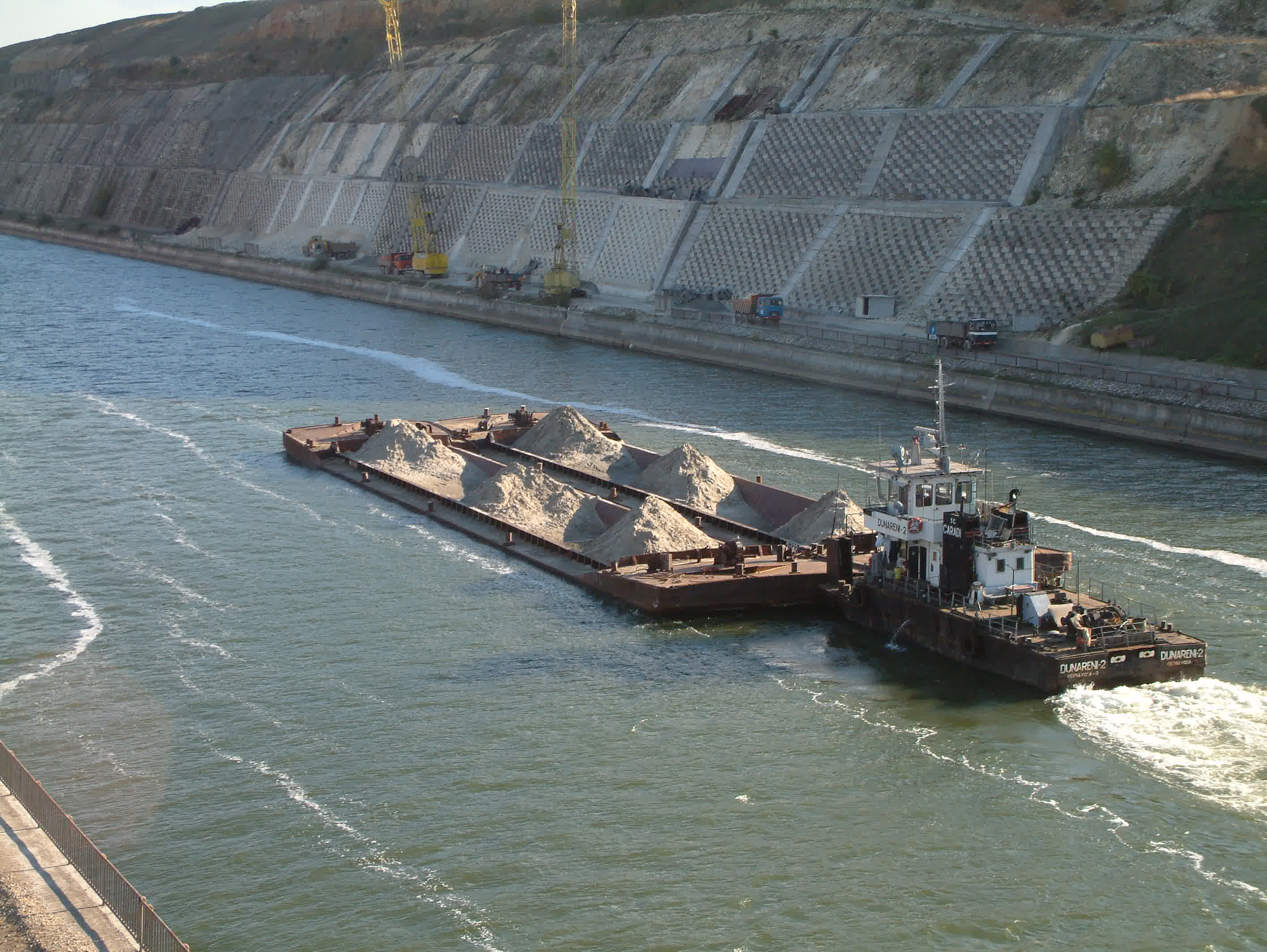
ドナウ・黒海運河

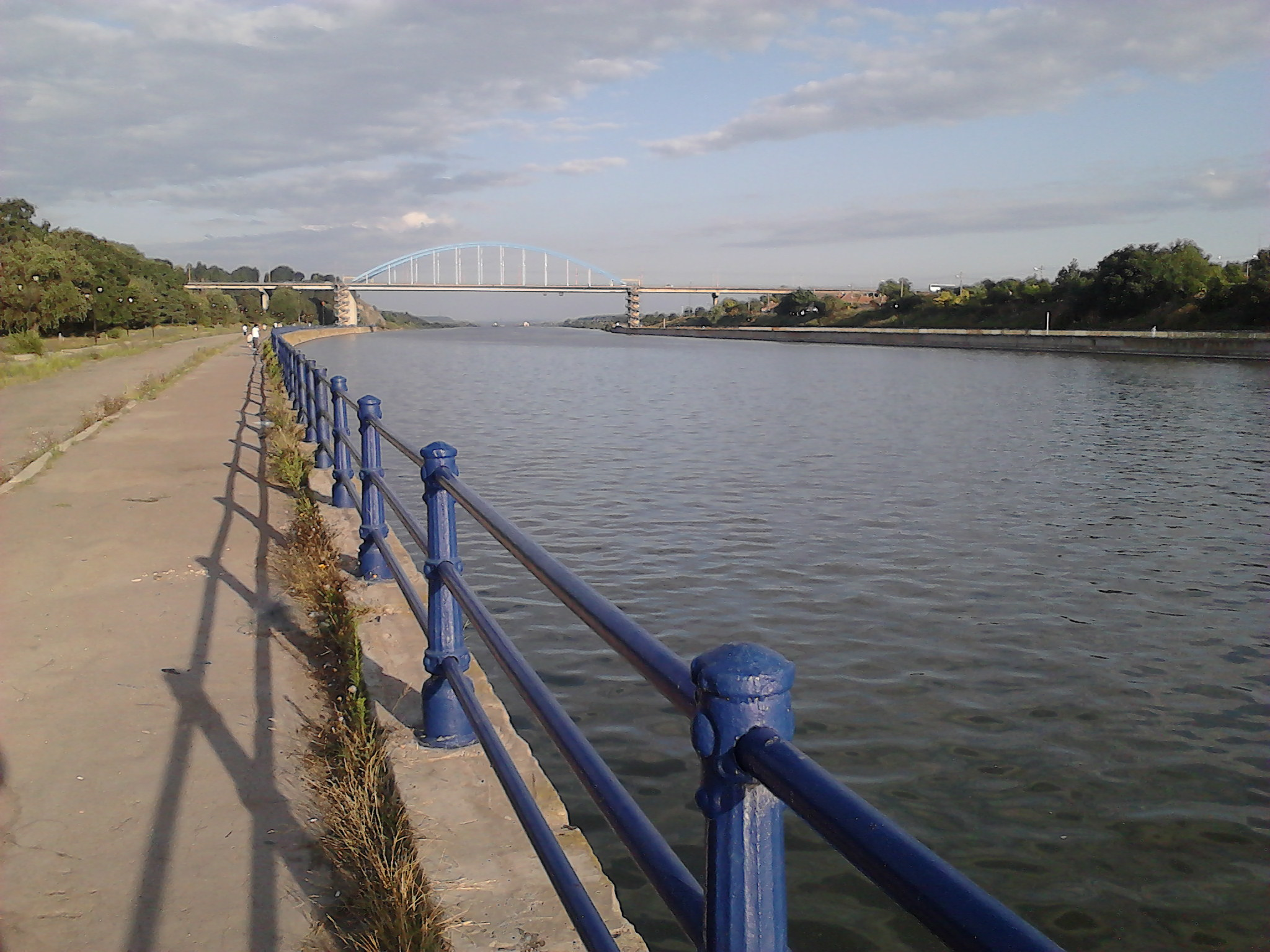
メドジディアを通る運河

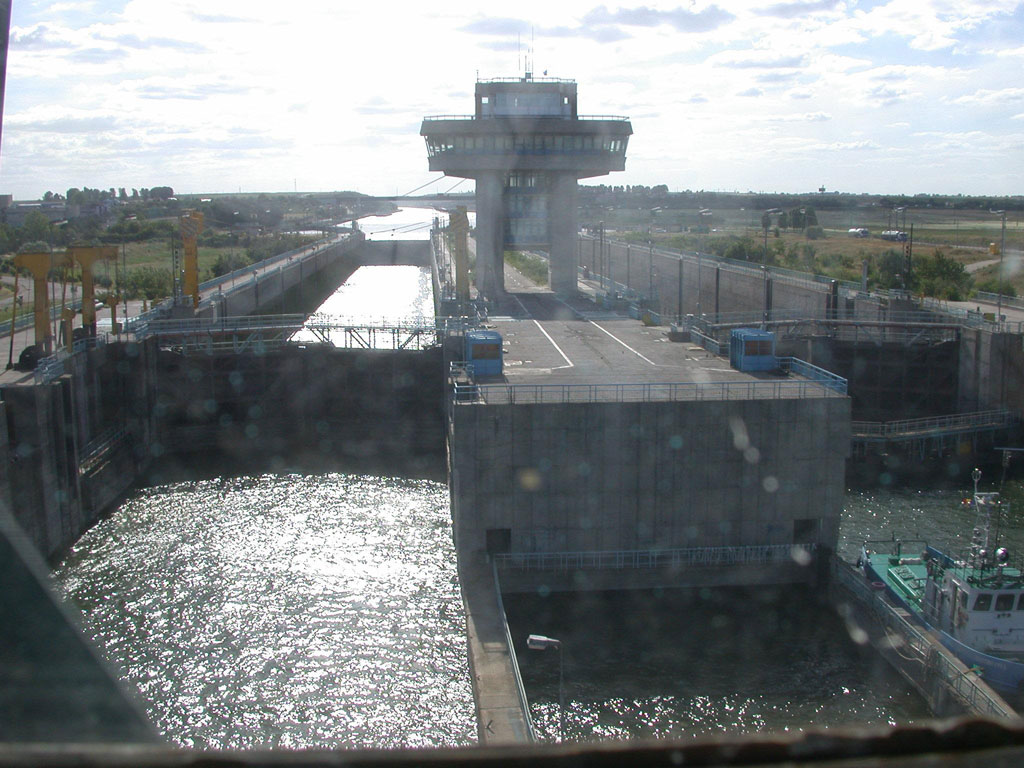
アジジャの閘門

本線の建設によって、コンスタンツァからチェルナヴォダまで船で航行する場合、本来およそ400 km (250 mi)の距離があったところを、64.4 km (40.0 mi)まで短縮した。運河本線の幅は90–150 m (300–490 ft)、深さは7 m (23 ft)となっている。また、北支線においては、長さが31.2 km (19.4 mi)、幅50–75 m (164–246 ft)、深さ5.5 m (18 ft)である。また、最小の曲率半径は、本線が3 km (1.9 mi)、北支線が1.2 km (0.75 mi)となっている。
運河沿いにあるメドジディアとムルファトラルには、それぞれ河川港が置かれている。いずれも最大3,000トンの曳きバージ船を6隻停泊させることができる（総トン数は18,000トン）ように設計されており、長さは296 m (971 ft)、幅は22.8 m (75 ft)である。また、運河の通過は、最大5,000トン、長さ138 m (453 ft)、幅16.8 m (55 ft)、喫水5.5 m (18 ft)の大きさまで可能である。チェルナヴォダ、アジジャ、オビディウ、ナボダリの4カ所に閘門が設置されている。
9年以上を要した運河建設の最終段階では、381,000,000 m3 (1.35×1010 cu ft)の土砂が除去されたが、これはパナマ運河やスエズ運河のそれよりも多い。さらに、5,000,000 m3 (180,000,000 cu ft)のコンクリートが閘門や護岸に使用された。

## 歴史

### 建設まで
運河建設の案が最初に出されたのは、1830年代後半のことである。1829年9月14日のアドリアノープル条約で、ワラキアとモルダヴィアのドナウ諸公国におけるオスマン帝国の貿易独占が終結すると、1834年までには、これらの地域で独自の船をつくることも許された。ブライラやガラツィなど当時栄えたドナウ川沿いの都市は、ルーマニア国内外の船が利用した。しかし、貿易には障害も多かった。ドナウ川の航行はオスマン帝国が管理しており、ドナウ・デルタにおける黒海への出口はロシア帝国が支配していたからである。ドナウ諸公国の権限は非常に限られたものとなっていた。そのため、両公国は、セーチェーニ・イシュトヴァーンが承認した、ドナウ川を蒸気船が航行できるという1834年のオーストリア帝国の決定を歓迎した。オーストリアの主導権は、ブライラやガラツィが開発されることによって、オデッサやクリミア半島の港を使った貿易が脅かされると考えていたロシアにとっては好ましくなかった。スリナ分流を支配していたロシアは直接的な対抗策を講じることはなく、1836年2月7日、レテア島に検疫所を設け、財政赤字を補うための税の収集を実施して、スリナ分流を航行するためには必要となっていた堆積土の継続的な除去が滞るようにさせた。
ロシアの措置を受けて、オーストリアは、ドナウ川と黒海が最短距離となるラソバまたはチェルナヴォダとコンスタンツァの間に運河を掘って両者を結び、平行する鉄道を走らせるという計画を考案した。しかし、オーストリアの計画はオスマン帝国の大宰相府に退けられてしまった。西欧の外交官や新聞は、ロシアがオスマン帝国に賄賂や脅迫を行ったことで、セーチェーニの会社によるこの計画を拒否せざるを得なかったとして、ロシア帝国を批判した。1839年、セーチェーニは、スリナ分流を経由せずに人や物を輸送できるよう、この地域では積み替えを行い、陸上輸送することを、自国政府やオスマン政府と合意した。荷車や客車は、チェルナヴォダとコンスタンツァの間を7〜8時間かけて移動しており、コンスタンツァからイスタンブールまでは、さらに別の船に乗り換えて移動する必要があった。この困難さのために乗客は少なく、輸送費は高騰、さらに、コンスタンツァの停泊地の状態が悪かったことなどが影響して、会社は4年後、廃業に追い込まれた。
これに代わり、ブライラとイスタンブールの間には、新しいルートが整備された。1836年の時点では13〜14フィートの深さがあったスリナ分流は、ロシアが浚渫を十分に行わなかったために、1844年までに7〜9フィートまで浅くなっていた。オーストリア政府は、新たに運河を建設する計画を立て、カール・フォン・ビガロ大佐を調査に派遣した。しかし、コンスタンツァが国際貿易港として適していなかったことや技術的問題のために、再び頓挫してしまった。
1850年、モルダヴィアの学者であるイオン・イオネスク・デ・ラ・ブラッドは、イオン・ギカや、当時イギリスのオスマン大使秘書を務めていたスコットランド外交官のデヴィッド・アーカートの支援を受けて、また別の計画を提案する。ギカは、アフメット・ヴェフィクにこの計画をはたらきかけたが、彼はロシアを刺激することを恐れて、否定的であった。
1854年から56年のクリミア戦争中には、運河建設計画に軍事的・戦略的側面が加わることとなった。イギリスとフランスの同盟軍は、1854年夏にヴァルナに上陸し、続いてロシア軍がワルキアやモルダヴィアから撤退すると、そこへオスマンやオーストリアが進軍した。1855年、フランス政府が戦略面で主導権を握ることを提案すると、オスマンもこれを承認し、チェルナヴォダとコンスタンツァの間に道路が建設された。エンジニアのシャルル・ラランヌの指揮のもと、道路の建設は1855年夏に始まり、年末には完了した。ヤシの新聞によると、モルダヴィアやワラキアから頑丈な男性300人が集められ、工事にあたったという。
道路は建設されたものの、これによって運河の必要性はなくならず、オーストリア政府は建設構想を再開した。1855年7月のトランシルヴァニアの新聞によると、オーストリアの財務大臣であったカール・ルートヴィヒ・フォン・ブルックは、運河建設のための株式会社を設立した。また、同年7月23日付けの記事によると、この計画は、イギリス、フランス帝国、オーストリア帝国の3カ国の興味を引き、オスマン政府に運河の権利とコンスタンツァにおけるコンソーシアムの設置を迫っていた。オスマン帝国は、運河の両側にある土地を99年間租借し、そこへ入植することになっていた。運河における物資の輸送は自由で、船はその規模に応じた税を支払うだけで良く、スリナ分流を航行するよりも大幅に安く設定されていた。加えて、1856年1月24日の記事によると、オスマン帝国スルタン、アブデュルメジト1世は、イギリス、フランス、オーストリアによるコンソーシアム設立を認め、運河建設をはたらきかけていたフォーブル・キャンベルをその代表者とするファルマーンを出した。当時の権利を示した書籍には、12の項目が設けられている。
建設計画は、クリミア戦争終結後の1856年3月30日、パリ条約が締結されると、別の方向へ動き出した。ロシアはドナウ川の河口をオスマン帝国に、南ベッサラビア（カフ、ボルグラード、イズマイールなどの地域）を属国のモルダヴィアにそれぞれ割譲することとなったのである。このため、ドナウ川の国際的な自由航行が可能となり、通行税は廃止、警備や検疫所のルールは単純化された。また、イギリス、フランス、オーストリア、ロシア、オスマン帝国、プロイセン王国、サルデーニャ王国の7者によって、ドナウ川委員会が設立された。委員会では、ドナウ川河口に堆積した土砂を回収し、必要に応じて自然の障壁を取り除くなど、良好な航行環境を整えるための義務が定められた。これによって、オーストリア、イギリス、フランスは、ドナウ・黒海運河計画に対する考え方を変化させる。1856年5月25日の記事では、運河計画を放棄し、代わりにチェルナヴォダとコンスタンツァの間に鉄道を敷設することが伝えられている。鉄道の建設は2年半で完了し、1860年10月4日には開通している。鉄道の開通により、コンスタンツァまで貨物を安価かつ容易に輸送できるようになり、ますます運河の必要性は薄れた。
モルダヴィアとワラキアの連合公国として、1859年にルーマニア公国が成立したが、オスマン帝国の属国としての地位は変わらず、ドブロジャはオスマンの直轄領となっていたため、当時、ルーマニア人は運河建設にそれほどの関心を示さなかった。しかし、露土戦争後、ルーマニアは正式な独立が認められ、南ベッサラビアはロシアに割譲されたものの、ドブロジャの領有が認められることとなる。ルーマニアは国際貿易を発展させるため、運河建設を国家問題とみなすようになった。ところが、数年後にはスリナ運河を用いた貿易が発達し、カロル1世は、グリゴーレ・アンティパと協議の上、運河建設を中止することにした。第一次世界大戦中、ルーマニア南部を占領したオーストリア＝ハンガリー二重帝国は、チェルナヴォダからムルファトラルを経由して、コンスタンツァに至る運河の建設を提案した。この運河は、チェルナヴォダからムルファトラルまでの10マイルがトンネル、残りの27マイルが地上というものであった。
1927年、ルーマニアのエンジニア、ジーン・ストネスク＝ドゥナレは、新たな運河建設計画を立てる。この計画は、世界恐慌、第二次世界大戦、ルーマニアの政治的混乱の影響を受け、1949年に共産主義政権時代が到来するまで、見送られていた。

### 最初の建設: 1949年 - 1953年

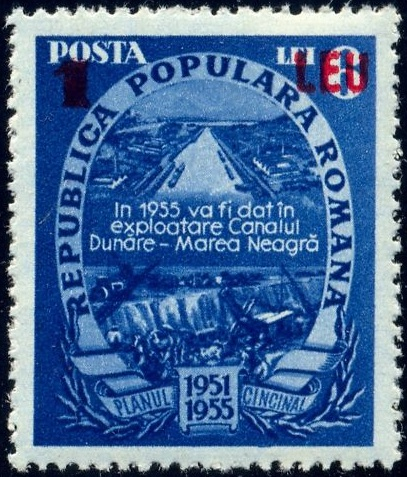
1951年（貨幣改革が行われた1952年に加刷）の切手では、運河は1955年に完成するとされていた

ドナウ川と黒海の間に運河を建設するという案は、1948年、ルーマニアの指導者、ゲオルゲ・ゲオルギュ＝デジがモスクワのクレムリンを訪問した際に、ソビエト連邦のヨシフ・スターリンから提案を受けたものだと伝えられる。ゲオルギュ＝デジ時代の高官は、運河建設は、裕福な小作農やいわゆる「人民の敵」を排除するための手段として提案され、ソ連からは政権に反対する人々の特定や建設機械の提供に対しての支援が約束されたと述べている。彼はまた、ゲオルギュ＝デジは、運河建設がソ連拡大戦略の一環として考えられていると疑っており、スターリンの勧めには納得していなかったとも話している。この提案は後に、1947年から48年にかけて行われたソ連の極秘の調査に基づいており、ボスポラス海峡に近く、岩地のため好条件であったミディア港に潜水艦基地を建設することを狙ったものだったことが判明した。
1949年5月25日、ルーマニア共産党中央委員会の政治局において、ゲオルギュ＝デジがドナウ川と黒海を結ぶ運河を建設し、地域の経済的・文化的発展を目指すという報告書を発表した。この建設計画は、ルーマニアの社会主義構築のために重要なものであったと推測され、政治局は工事の準備作業をすぐに開始できるよう承認を得るため、閣僚会議に提出することを勧めている。同日、副議長であったゲオルギュ＝デジは、ペテル・グローザが議長を務める閣僚会議に計画を提出し、これは即座に承認された。1949年8月22日に行われたスピーチにおいて、アナ・パウケルは、「我々は、ブルジョワジー抜きで、ブルジョワジーに反対する運河を建設しようとしている」と語り、運河建設を歓迎した。パウケルのこの発言は、運河建設のスローガンとして、すべての建設現場に掲げられた。
1949年10月、政府は、指導者の意向に沿い、建設作業と刑務施設の両方を監督する総司令部を設立した。最初の長官には、もと機械工・トラクター運転手で、トゥルチャ県における共産党第一書記や水産局の局長を務めていたゲオルゲ・ホッシュが任命された。1951年には、マイヤー・グリュンベルクに代わられ、さらに1952年から53年にかけてはミハイ・ポヴスタンチが務めた。短期間で長官が交代した理由として、歴史家のアドリアン・チオロイアヌは、3人とも政府の求める仕事をこなせるほど熟練していなかったことを指摘しており、1952年には司令部は内務省の直接管理下に置かれ、現場においてはセクリターテの直接介入が許されることとなった。
1953年7月18日、プロジェクトは中止された。いくつかの情報筋によると、1952年には早くもスターリンが中心を要求していたとされる。1959年より、それまでの工事で建設されていた施設の一部は、「Mircea Vodă灌漑施設」（後にCarasu灌漑施設に組み込まれる）として利用され、別の場所は、30年後、工事が再開した際に、北支線の一部として用いられた。

#### 強制労働と抑圧

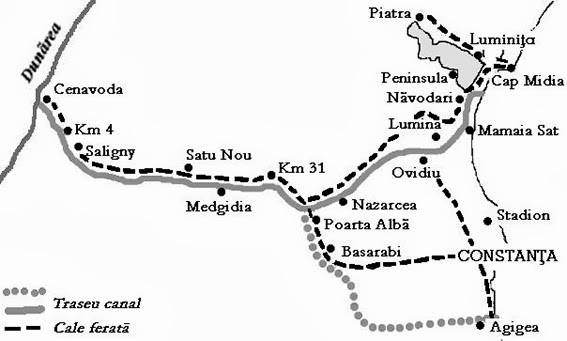
ドナウ・黒海運河沿いに設けられた労働者キャンプの位置

囚人キャンプは、1949年夏より、運河の計画ルートに沿って設けられ、施設はすぐに、全国から連れてこられた政治犯であふれた。最初に囚人が送られてから、新たに逮捕された人々が加わり、労働者は瞬く間に増加した。1950年までに、運河沿いにつくられた労働者キャンプは定員に達した。1950年だけで、1万5千人の囚人が収容されていたとされる。1953年までには、囚人の数が20,193人まで膨れ上がった。6万人に達していたとする説もある。また、期間全体を含めると、10万人や4万人の労働者が関わっていたとも伝えられる。イギリスの歴史家でニューヨーク大学の教授を務めるトニー・ジャットは、著書『戦後: 1945年以降のヨーロッパ史』のなかで、運河の建設を含め、様々な収容所や労働者キャンプに、当時100万人のルーマニア人が収容されていたとしている。
1950年代のルーマニア経済は、建設に対して貧弱であった。運河建設には粗悪な機械が持ち込まれたが、一部は既にソ連のヴォルガ・ドン運河建設で使用された後のもので、結局は原始的な作業に頼るほかなかった。ほとんどの作業はシャベルやつるはしを使って行われたが、ドブロジャ北部の岩がちな地質では困難を極めた。抑留者は通常、一般的な犯罪者によって管理される隊に配属され、部下に対して暴力を振るうことは奨励された。運河建設に並行して行われることになっていた地域の工業化は、結局実現しなかった。
囚人の健康、衛生、栄養管理のために割り当てられていた予算は、数年の間に激減した。食糧配給は最小限にとどめられ、囚人はネズミなどの小動物を捕まえたり、草を食べたりすることも多かった。
囚人は、集産化に抵抗を試みた農民、国民農民党、国民自由党、ルーマニア社会民主党の元活動家、ファシストの鉄衛団、シオニズムを唱えるユダヤ人、ルーマニア正教会やカトリック信者などで構成されていた。共産党当局は運河を「ルーマニアのブルジョワジーの墓場」と呼んでおり、最も重要な目的として、望ましくない社会階級を物理的に排除することがあった。
「ルーマニアにおける共産主義独裁政権研究のための大統領委員会」は、プロジェクトに関わった政治犯の犠牲者が、数千人と推定されると発表した。この数字は、1968年の公式報告書にある656人を大幅に上回るものである。ジャーナリストのアン・アップルバウムは、爆発、危険な設備、栄養失調、事故、結核などの病気、過労などの結果、20万人以上が死亡したと主張している。また、政治分析家のウラジミール・ソコルは、「10万人を大幅に超える」死者が出たとしている。そのため、このプロジェクトは「死の運河 (Canalul Morții)」として知られ、「数多くの人間の苦しみや死の水たまり」とも形容される。
同時に当局は、技術をもった労働者も雇っており、ほかの労働者からは厳重に隔離された。彼らは月給5,000レウという並外れた給与で集められた。同じ手法は、ルーマニア軍の若者を募るときにも用いられ、中流階級を中心に占められたことから「不健全な源泉」ともいわれた。このような労働者の数は、大きく変動している。1950年には13,200人、1951年には15,000人を数えたが、1952年の前半には7,000人にまで減少し、その年の終わりには再び12,500人まで戻っている。労働者向けの住宅など、増える労働者に対応する施設も計画されたが、完成することはなかった。環境の悪さはスタハノフ運動のプロパガンダによって無視され、作業は持ち前の170％にもなっていた。当局は、工事現場で、1万人にものぼる未熟な労働者たちへの訓練を実施していると主張した。
1953年に作業が中断された後も、運河の収容キャンプはもう1年存在し続け、囚人たちは北ドブロジャの同じような施設に移送されていった。運河沿いの施設は、1954年の中頃に閉鎖された。

#### 裁判
組織を弱体化させ、失敗に終わった工事の責任は、結局は陰謀を企てていると疑われた人に擦り付けられ、1952年の見せしめ裁判において、諜報、詐欺、破壊活動といった容疑で起訴された。取り調べは、ヨシフ・キシネフスキーが指揮した。
機関手のNichita Dumitrescu、エンジニアのAurel Rozei-Rozenberg、Nicolae Vasilescu-Coloradoの3人が死刑となり、ほかにも様々な判決が下された。特にエンジニアのゲオルゲ・クラチウンの周囲にいた第二団の被告は、3回の終身刑など、厳しい判決を受けた。自白を得る手段として拷問も行われ、アレクサンドル・ニコルスキー率いるセクリターテが実行した。

### 建設: 1973年 - 1987年

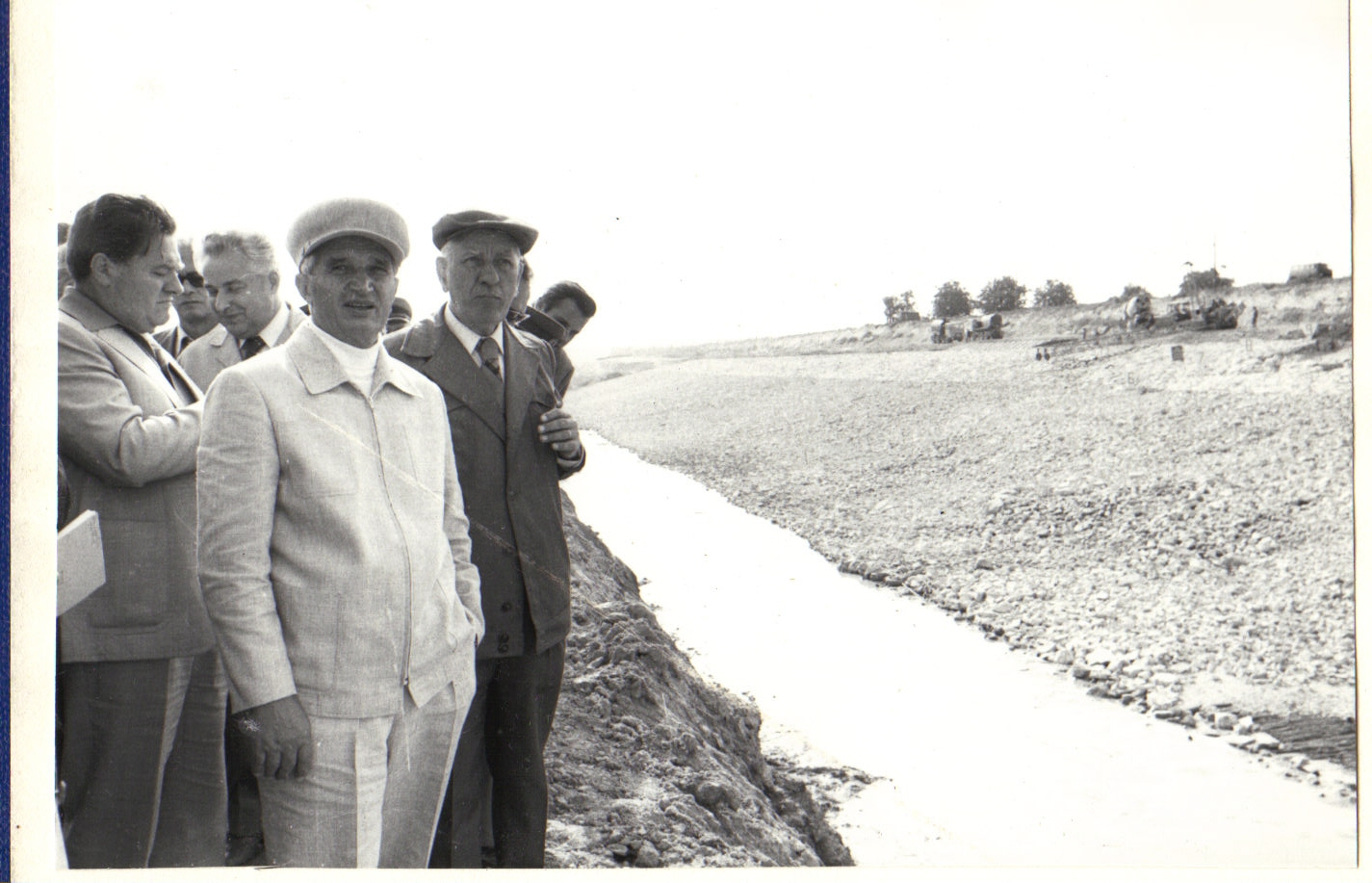
1979年夏、運河建設を視察するチャウシェスク（最前）

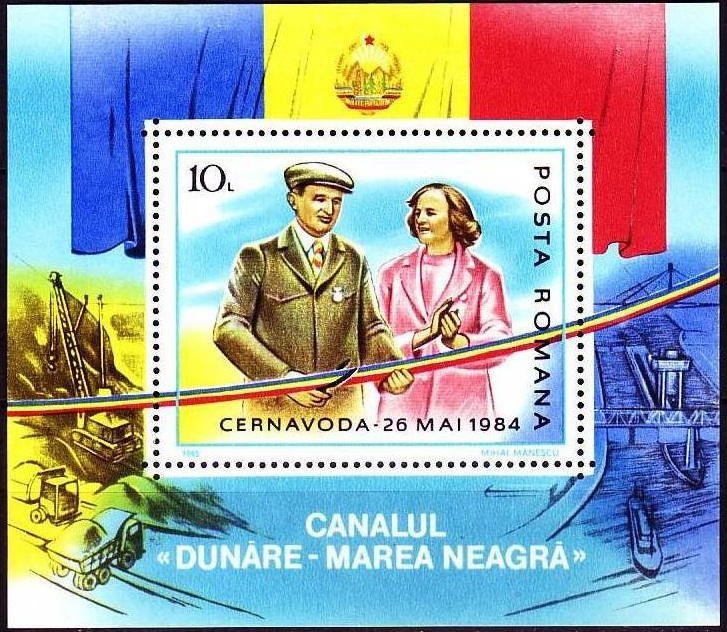
運河の落成式を行うニコラエ・チャウシェスクとエレナ夫妻が描かれた1985年の切手

1973年6月、ニコラエ・チャウシェスクの手により、プロジェクトは全くあたらしいものとして再開された。建設に先立って、彼は1952年の裁判で判決を受けた人々の復帰を命じた。工事には、1948年のドナウ会談以降認められていた、ドナウ川下流地域におけるソビエト支配を取り除く目的もあった。公式のプロパガンダにおいては、1950年代の建設工事については全く言及されず、運河は「青いハイウェイ (Magistrala Albastră)」として宣伝された。
運河とコンスタンツァ港の総合設計は、ブカレストの「道路・水運・空輸設計機構 (IPTANA)」が担当した。また、ドナウ川やチェルナヴォダ地域については、「水力研究・設計機構 (ISPH)」が担った。建設現場では、ルーマニア国内で生産された、新しい大型機械が導入された。南側の本線は1984年5月に、北支線は1987年10月に完成した。
運河の建設費用は20億USドルと推定され、50年で返済可能とされていた。しかし、2005年の時点で、運河の年間収入は300万ユーロにすぎない。
2018年には、3290万トン以上の貨物がドナウ・黒海運河を通じて輸送された。前年と比べると4.7％の増加である。

## 関連作品
1950年代において、ドナウ・黒海運河は、情宣活動の一環として祝福されていた。ジェオ・ボグザの1950年のルポルタージュ『英雄的事業のはじまり (Începutul epopeii)』やペトル・ドゥミトリウの『汚れなき道 (Drum fără pulbere)』はその1つである。音楽界では、レオン・クレッパーが交響詩『ドナウは海に注ぐ (Dunărea se varsă în mare)』を発表し、映画としては、イオン・ボスタン監督の1951年の作品『ドナウ・黒海運河 - 平和の建設 (Canalul Dunăre-Marea Neagră, o construcție a păcii)』が出された。1980年代には、ダン・スパタルとミラベラ・ダウアーが運河について歌った曲「青いハイウェイ (Magistrala Albastră)」を出し、国営メディア等で盛んに流された。
自由化された時代が訪れると、『7月のテーゼ』を皮切りに、運河の負の歴史についても様々な表現の文学が許されるようになった。例えば、マリン・プレダの『Cel mai iubit dintre pământeni』やオイゲン・バルブの『Principele』などである。1973年から74年にかけて、もと囚人であったイオン・カルハは、投獄時代の苦しみを詳細に綴った『死の運河 (Canalul morții)』という作品を書いており、ルーマニア革命後の1993年にはじめて出版された。また、ジェルジュ・ドゥラゴマンの2005年の小説『The White King』は、1980年代のルーマニアを舞台にしており、主人公の11歳の少年の父親は、ドナウ・黒海運河の労働者キャンプに連れ出される設定となっている。